# Whanganui Journey
Whanganui Journey ist eine mehrtägige Bootstour auf dem Whanganui River, Neuseelands längstem schiffbaren Fluss. Obwohl kein Streckenabschnitt zu Fuß zurückgelegt werden muss, zählt die Tour zu den New Zealand Great Walks. Verwaltet wird die Fahrt auf dem Fluss, die mittels Kajak und Kanu durch zahlreiche Veranstalter vor Ort angeboten wird, durch das Department of Conservation (DOC). Vor Antritt der Tour ist der Erwerb eines Benutzerpasses erforderlich, in dem die Kosten für die Übernachtungen auf eigens hierfür vorgesehenen Campingplätzen und in Hütten entlang des Flusses enthalten sind.

## Landschaftsbild

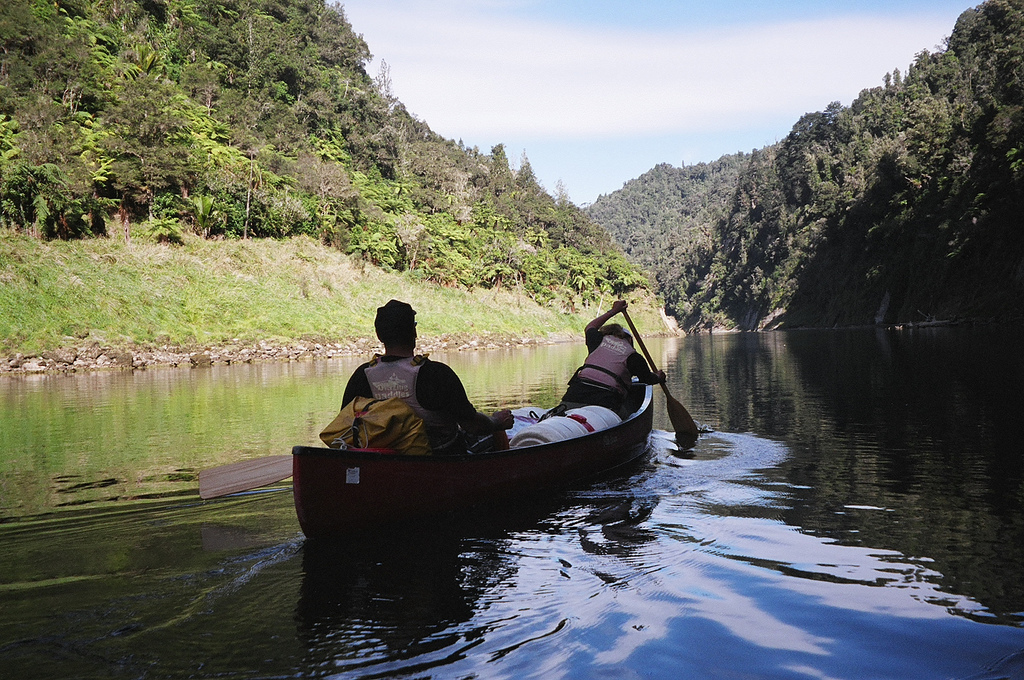
Mit dem Kanu unterwegs auf dem Whanganui River

Der Whanganui River durchfließt eine erdgeschichtlich noch sehr junge Region Neuseelands, deren Entstehung rund eine Million Jahre zurückreicht. Den Flusslauf kennzeichnen zumeist seichte Stromschnellen mit maximal WW II, zahlreiche Klippen und tiefe Schluchten, die der Strom im Laufe der Zeit in das weiche Sedimentgestein gegraben hat. Die Uferzone und das Hinterland sind von dichtem Podocarpienwald bewachsen, der mit endemischen Baumarten wie zum Beispiel Rata und Rimu sowie zahlreichen Baumfarnen durchzogen ist. Auf Gebirgskämmen dominieren Südbuchen die Vegetation. 

Viele für Neuseeland typische Vogelarten, wie die Maori-Fruchttaube, der Graufächerschwanz, der Tui, der Langbeinschnäpper und der Maorischnäpper sind am Flusslauf beheimatet. Mit etwas Glück hört man nachts den charakteristischen Ruf des Streifenkiwi oder kann in der Dämmerung die endemischen Neuseeland-Lappenfledermäuse beobachten. Der Fluss selbst ist reich an Flussaalen, Stinten und Flusskrebsen.

## Streckenführung

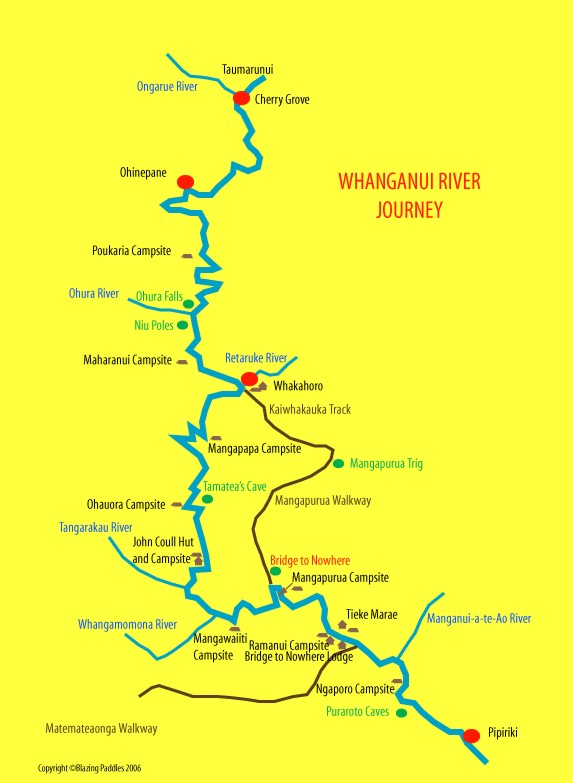
Streckenführung des Great Walk Whanganui Journey

Die Fahrt auf dem Whanganui River beginnt in der Ortschaft Taumarunui und endet nach 145 Kilometern flussabwärts und einer Dauer von üblicherweise fünf Tagen in Pipiriki. Der Fluss ist in diesem Bereich in aufeinander folgende Sektionen unterteilt, an deren Ende dem Reisenden jeweils Unterkünfte in Form von Campingplätzen und/oder Hütten zur Verfügung stehen.
- Taumarunui → Ohinepane: 21,5 km
- Ohinepane → Poukaria: 14 km
- Poukaria → Maharanui: 17,5 km
- Maharanui → Whakahoro: 5 km
- Whakahoro → Mangapapa: 10 km
- Mangapapa → Ohauora: 15 km
- Ohauora → John Coull Hut: 12,5 km
- John Coull Hut → Mangawaiiti: 9,5 km
- Mangawaiiti → Mangapurua: 9 km
- Mangapurua → Tieke Kāinga: 10,5 km
- Tieke → Ngaporo: 12 km
- Ngaporo → Pipiriki: 9,5 km

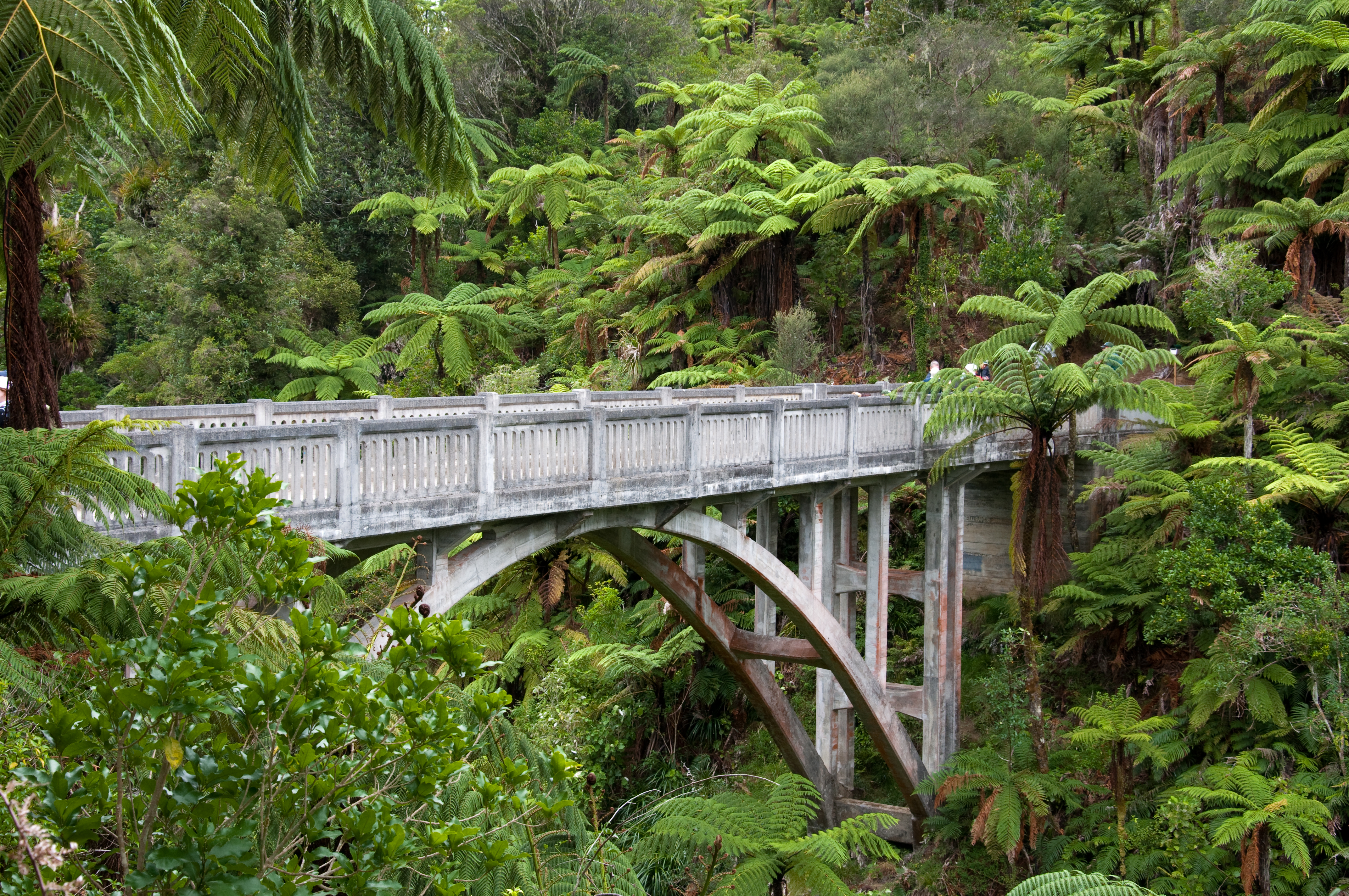
Brücke nach Nirgendwo

Im Bedarfsfall kann die Tour um weitere 89 Kilometer und hierfür erforderliche zwei Tage bis Wanganui (und damit praktisch bis zur Mündung in die Tasmansee) verlängert werden. 

Sehenswert sind die Landschaft, der Fluss mit Wasserfällen an den Nebenflüssen und Bachmündungen sowie die Bridge to Nowhere, die sich zu Fuß auf einem 45-minütigen Abstecher von der Anlegestelle Mangapurua Landing erreichen lässt.